# Heimo Kump
Heimo Kump (* 1. April 1968 in Graz) ist ein österreichischer Fußballtrainer. Seit Sommer 2009 steht er beim FC Red Bull Salzburg als Nachwuchsleiter unter Vertrag.

## Persönliches
Heimo Kump wurde am 1. April 1968 in Graz geboren. Nach Absolvierung der Volksschule in Hausmannstätten besuchte er das Bundesgymnasium Lichtenfels in Graz, das er mit der Matura erfolgreich abschloss. In der Zeit von 1987 bis 1993 absolvierte Kump ein Studium für Leibeserziehung und Latein an der Karl-Franzens-Universität Graz.
Neben dem Studium machte Kump eine umfassende sportliche Ausbildung. 1991 erhielt er sein Diplom als Lehrwart für Tennis. Von 1994 bis 1995 erwarb Kump die ÖFB Trainer-A-Lizenz mit Auszeichnung. 2001 folgte das ÖFB-Diplom als Kinder- und Jugendtrainer, wiederum mit Auszeichnung. Der abschließende Höhepunkt war von 2002 bis 2004 der Erwerb der ÖFB-UEFA-Profi-Lizenz („Fußballlehrer“), die Kump wieder mit Auszeichnung schaffte.
Beruflich war Kump als AHS-Lehrer an der HIB Liebenau für die Fächer Latein und Leibesübungen/Sportkunde sowie Erzieher im angeschlossenen Internat tätig, ehe er sich für seine Tätigkeit als Cheftrainer beim DSV Leoben im Sommer 2008 karenzieren ließ.
Privat ist Kump seit 1997 verheiratet und Vater von fünf Kindern.
Persönliches Lebensmotto für den Latein- und Turnlehrer ist „Das Einfache möglichst gut machen“.

## Karriere

### Laufbahn als Spieler
Erste Station des Fußballers Heimo Kump war die Nachwuchsabteilung des SV Hausmannstätten, wo er 1975 als 7-Jähriger seine ersten sportlichen Gehversuche machte.
Als 15-Jähriger kam Kump 1983 erstmals in der Kampfmannschaft des SV Hausmannstätten in der Gebietsliga (sechste Leistungsstufe) zum Einsatz. Von 1990 bis 1992 bestritt er für den LUV Graz in der Steirischen Landesliga (damals dritte Leistungsstufe) 59 Spiele und in der 2. Division (zweite Leistungsstufe) 33 Spiele. In der Saison 1993/1994 wechselte er zum Wiener Sport-Club, für den er ein Spiel in der Kampfmannschaft in der Österreichischen Bundesliga bestritt (zehnter Platz). Da der Verein auf Grund finanzieller Probleme 1994 in die Regionalliga Ost absteigen musste, wechselte Kump zum FC Gratkorn in die Regionalliga Mitte (dritte Leistungsstufe), bei dem er 1999 seine aktive Karriere als Spieler beendete.
Als Spieler war Kump überwiegend in der Position des zentralen Mittelfeldspielers aktiv.

### Laufbahn als Trainer
Bereits während seiner aktiven Karriere und zur Zeit seines Studiums (1991–1992) betätigte sich Kump erstmals als Betreuer einer Nachwuchsmannschaft, der Unter-10-Mannschaft des LUV Graz. Von 1994 bis 2004 betreute Kump die Schülerligamannschaft der HIB Graz-Liebenau.

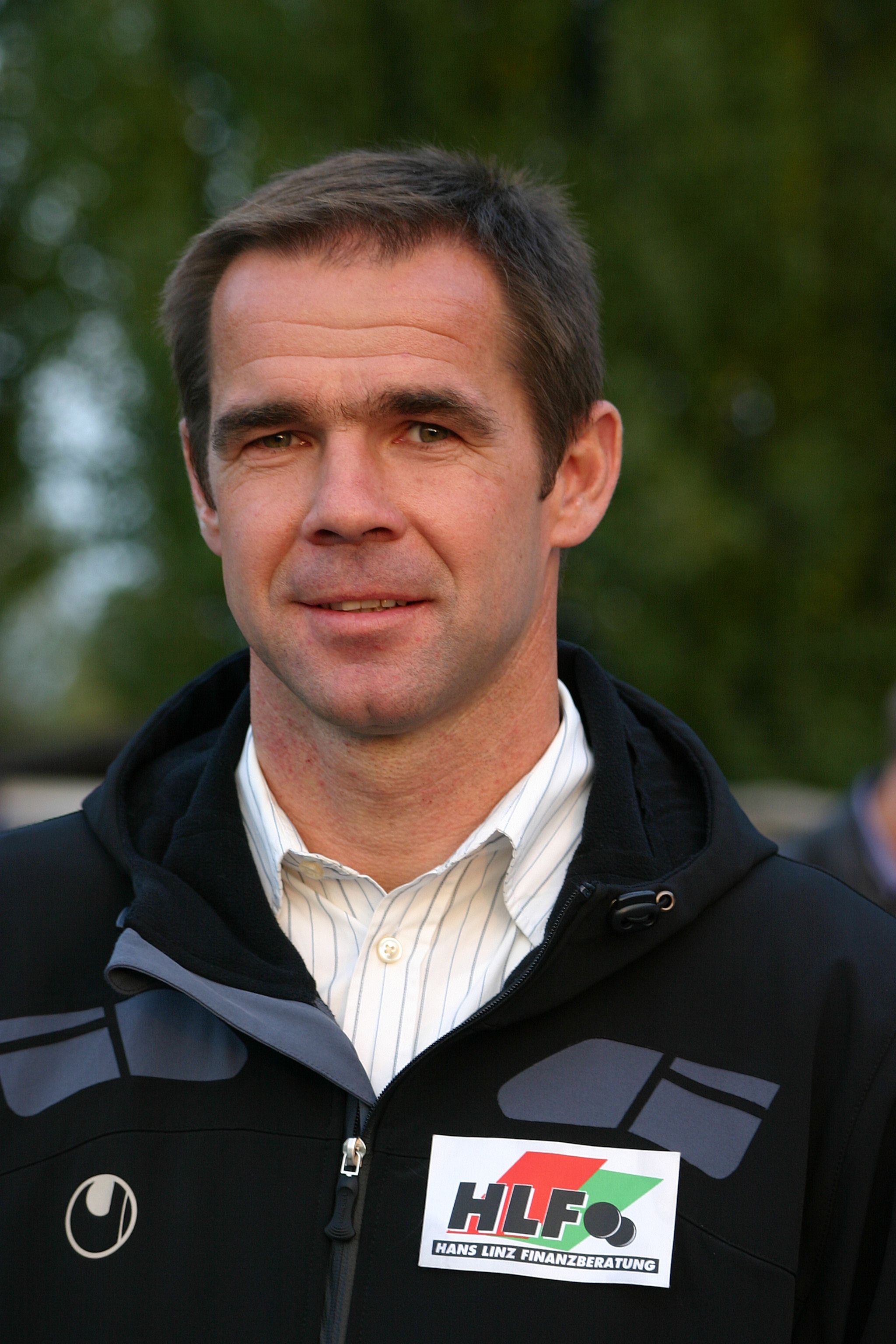
Heimo Kump als Trainer beim DSV Leoben

Seine erste Station als Trainer einer Kampfmannschaft hatte Kump 1999 beim SV Feldkirchen bei Graz (fünfte Leistungsstufe). Bereits ein Jahr später wechselte der ausgebildete Pädagoge zur Fußballakademie des Grazer AK, wo er bis 2005 neben seiner Lehrtätigkeit die Unter-17-Mannschaften trainierte. 2005 wurde Kump zum sportlichen Leiter der Akademie bestellt. Ehemalige Absolventen wie Mario Sonnleitner sind dafür dankbar, dass Kump den Jungfußballern das Bewusstsein vermittelte, dass Kump „neben seinem fundierten Fachwissen im Bereich Sport […] immer wieder den Stellenwert unserer schulischen Ausbildung…“ betonte.
Im März 2007 wurde Kump vom Österreichischen Fußball-Bund zum Assistenztrainer von Paul Gludovatz bei der Unter-17-Nationalmannschaft bestellt und hatte diese Funktion bis Mai 2008 über.
Neben der sportlichen Leitung der Fußballakademie wurde Kump im Juli 2007 zum Trainer der Amateurmannschaft des GAK bestellt, in die der überwiegende Teil der Absolventen der Fußballschule übernommen wurde.
Nachdem dem GAK auf Grund des im März 2007 angemeldeten Vereinskonkurses und des damit verbundenen Zwangsabstiegs in die Regionalliga Mitte vom ÖFB mit Sommer 2008 der Akademie-Status entzogen wurde – die Nachwuchsmannschaften dürfen damit anstelle der ÖFB Jugendliga nur mehr an regionalen Nachwuchsbewerben teilnehmen – unterschrieb Kump am 2. Juni 2008 einen Vertrag als Cheftrainer bei Profimannschaft des DSV Leoben.
Die Donawitzer, die in der Saison 2007/08 nur knapp dem Abstieg entkamen, mussten im Sommer 2008 einige Schlüsselspieler abgeben. Dennoch setzte Kump die Saisonziele mit einem gesicherten Mittelfeldplatz und der Integration vieler junger steirischer Spieler in die Profimannschaft hoch an. Nachdem auch der DSV Leoben mit finanziellen Problemen zu kämpfen hatte und Vereinspräsident und Sponsor Hans Linz überlegte, den Verein zu „verkaufen“, waren diese Ziele zu hoch angesetzt. Bis zur Winterpause konnte der Mittelfeldplatz zwar gehalten werden, doch musste der Verein im Februar 2009 den Konkurs eröffnen, weshalb allen Spielern bereits im Jänner die sofortige Freigabe erteilt wurde. Nachdem einige Mannschaftsstützen dies nützten und den Verein verließen, musste Kump mit einer Amateurmannschaft die Meisterschaft zu Ende spielen und mit dem vorletzten Platz vorliebnehmen.
Ende Mai 2009 nahm Heimo Kump ein Angebot des FC Red Bull Salzburg an, wo er nunmehr als Nachfolger von Lars Søndergaard als Nachwuchsleiter unter Vertrag steht.

## Erfolge
Als Spieler:
- ÖFB-Cup 1990/91: Semifinalist mit der Landesligamannschaft (dritte Leistungsstufe) des LUV Graz (in numerischer Unterlegenheit gegen den Bundesligaverein SK Rapid Wien mit 0:1 ausgeschieden). Im Viertelfinale wurde im Lokalduell der SK Sturm Graz ausgeschaltet, wobei Heimo Kump das Siegestor erzielte.
- 1991/92: Meister der steirischen Landesliga (dritte Leistungsstufe) mit LUV Graz, Aufstieg in die 2. Division (zweite Leistungsstufe)
- 1995/96: ungeschlagen Meister der steirischen Landesliga (vierte Leistungsstufe) mit dem FC Gratkorn

Als Trainer:
- 1995: Vizemeister der Schülerliga-Bundesmeisterschaft mit der HIB Liebenau (unter anderen mit Johannes Ertl, Mario Kienzl und Emanuel Pogatetz)
- 2003: Teilnahme an der ISF-Weltmeisterschaft Unter-17 in Shanghai mit der GAK-Akademie (zehnter Platz, unter anderen mit Mario Sonnleitner, Zlatko Junuzovic, Andreas Lienhart und Ralph Spirk)